# Akihiro Tsuchiya
Akihiro Tsuchiya (土屋 昭博, Tsuchiya Akihiro; 1943) é um matemático japonês.
Foi palestrante convidado do Congresso Internacional de Matemáticos em Quioto  (1990: Moduli of stable curves, conformal field theory and affine Lie algebras).

## Obras
- com Y. Kanie: Vertex operators in conformal field theory on {\displaystyle P^{1}} and monodromy representations of the braid group. In: Conformal field theory and solvable lattice models. Adv. Stud. Pure Math., 16 (1988), 297–372
- com Y. Yamada: Conformal field theory on universal family of stable curves with gauge symmetries. In: Integrable systems in quantum field theory and statistical mechanics. Adv. Stud. Pure Math. 19 (1989) 459–566